# Shen Cheng
Shen Cheng av Tunggiya-klanen (På kinesiska: Tunggiya, Shen Cheng) , född 1789, död 1833, var en kinesisk kejsarinna; gift med Daoguang-kejsaren. Hon tillhörde manchu-klanen Tongiya och var dotter till Shu Minga. Hennes far var ättling till kejsarinnan Kang Zhang, som var mor till Kangxi-kejsaren. Hon kom till förbjudna staden som konkubin mycket ung och blev gift med tronföljaren 1808. 1820 blev hennes make kejsare och 1822 fick hon titeln kejsarinna. 

## Galleri

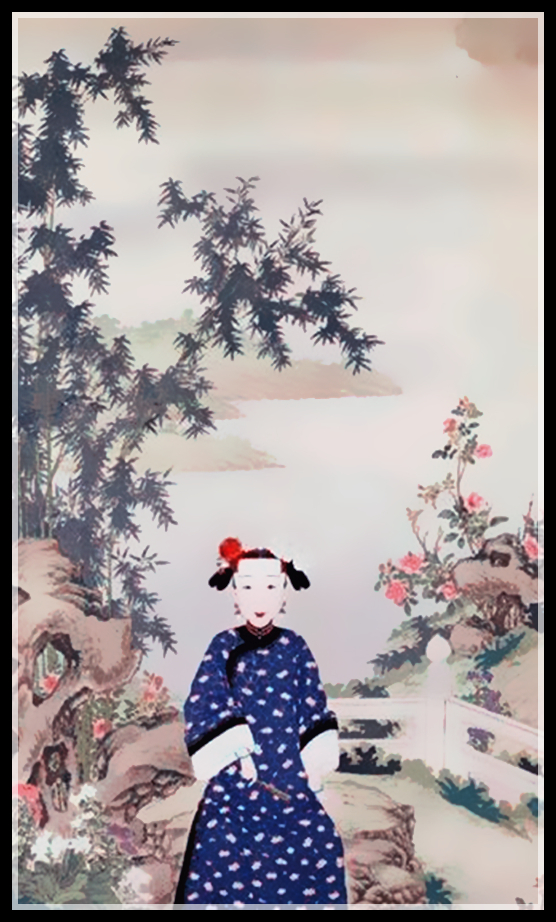
Shen Cheng